# Жінки в червоному

Офіційний логотип «Жінки в червоному»

«Жінки в червоному», WiR — це проєкт, що розширює гендерний розрив у Вікіпедії — онлайн-енциклопедії, що редагується волонтерами.
Жінки в червоному — це WikiProject на платформі, зосереджуючи зусилля на створенні статей про відомих жінок, які зараз не існують. Потенціал для таких відсутніх статей можна визначити, шукаючи червоні гіперпосилання в існуючих статтях або шаблонах Вікіпедії.

## Історія
Рух «Жінки в червоному» був задуманий волонтером-редактором Вікіпедії Роджером Бамкіном у 2015 році, а волонтер-редакторка Розі Стівенсон-Гудкнайт об'єднала свої сили незабаром після цього. Бамкін спочатку придумав назву для проєкту «Проєкт XX», але це було швидко змінено на користь WikiProject Women in Red. Після запуску руху феміністична вчена і волонтер-редакторка Емілі Храм-Вуд підписали проєкт разом. Її спеціальність — додавання нових статей до Вікіпедії про жінок-вчених кожного разу, коли хто-небудь принижує її зусилля до волонтерської спраги у редагуванні.
У Wikimania 2016, в Есіно Ларіо, Італія, Джиммі Уельс, який був співзасновником Wikipedia в 2001 році, назвав Stephenson-Goodknight і Temple-Woods Вікіпедією року, за попередні 12 місяців, за їх спільні зусилля у зменшенні гендерного розриву.

## Методи

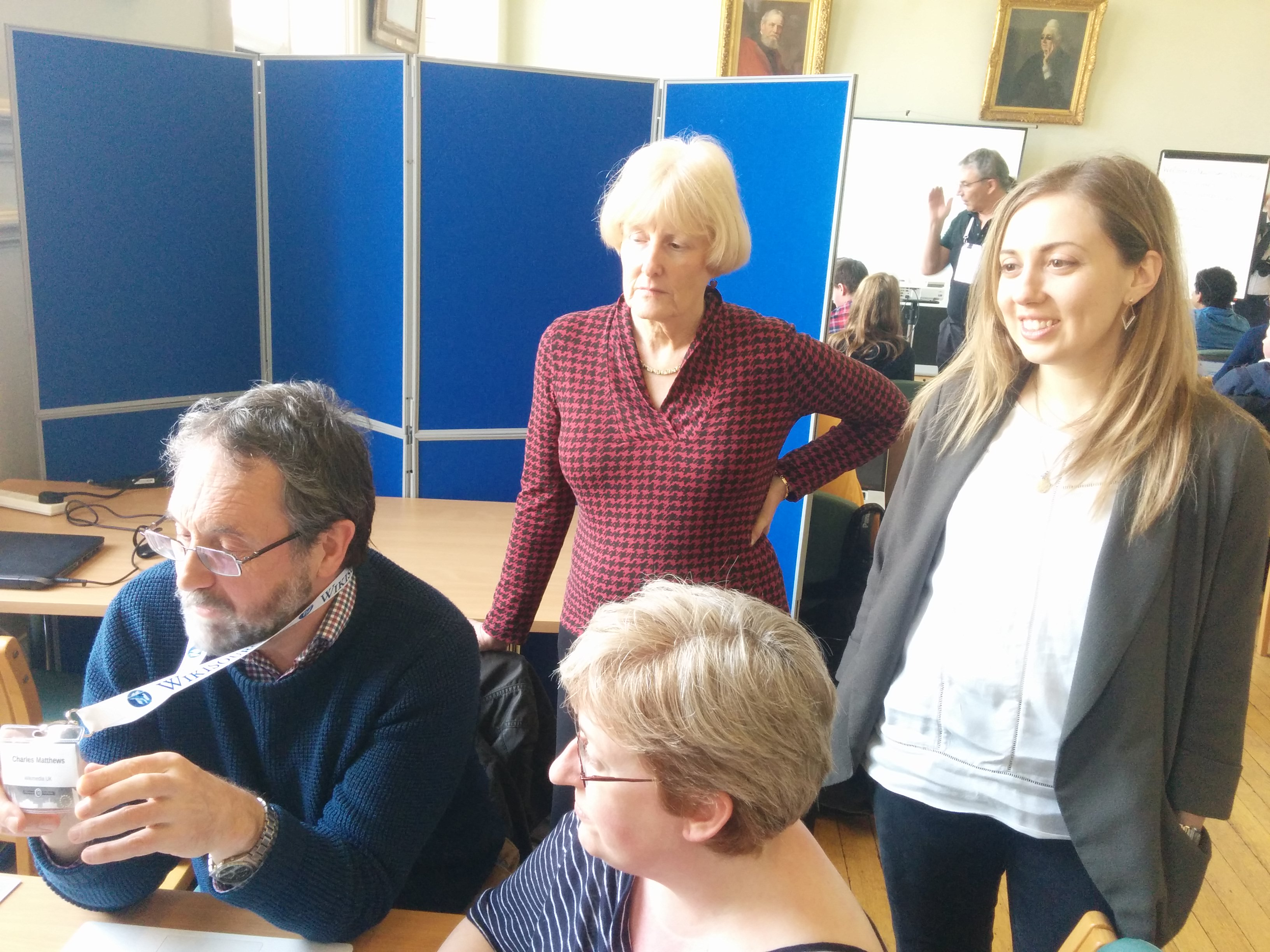
WiR Едіто-тон у Ньюхам Колледж, 2017

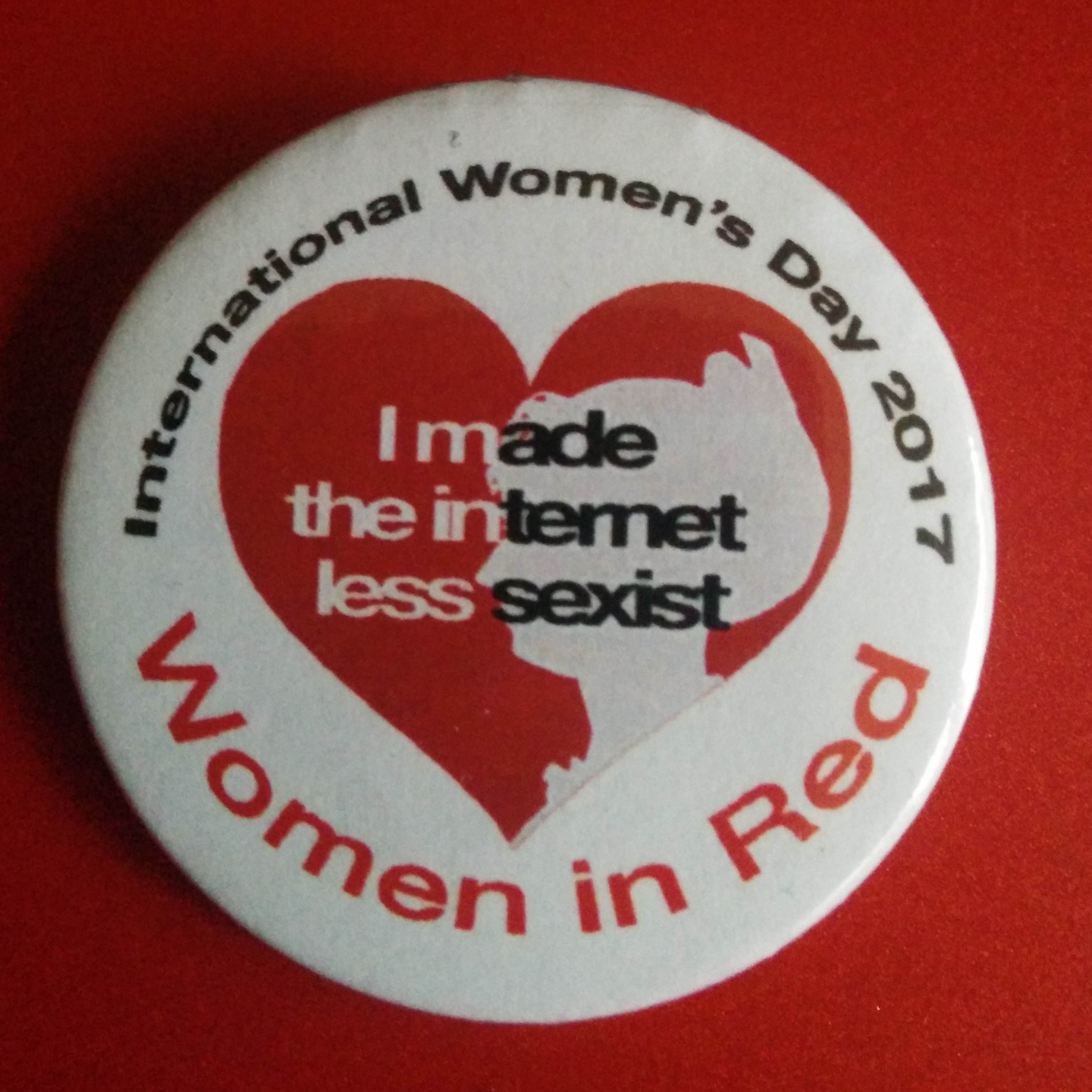
Промоматеріал з Міжнародного Жіночого Дню, WiR Едіто-тон, 2017

Жінки в червоному проводить редагування Вікіпедії в містах по всьому світу і постійно організовує віртуальні зустрічі. Цілодобові персональні редагування — це цілеспрямовані заходи, що проводяться для підготовки нових учасників, щоб гендерний розрив у Вікіпедії міг зменшитися і включити більше змісту про відомих жінок.
Ще однією метою є збільшення кількості редакцій жінками. Хоча Вікіпедія є «вільною енциклопедією, яку кожен може редагувати», на 2015 рік лише близько 10 % редакторів були жінками. Біографії, орієнтовані на жінок, становлять близько 17 % проти інших статей.
Вікіпедія є п'ятим найбільш відвідуваним вебсайтом в Інтернеті, а англійська Вікіпедія містить майже 5,5 мільйонів статей, більше 40 мільйонів по всьому світу на 265 окремих мовних сайтах, що призводить до 16 мільярдів переглядів сторінок на місяць.
Учасники «Жінки в червоному» допомагають зібрати 150 списків червоних статей, що полегшують пошук, а саме шляхом створення відсутніх статей.
Станом на 22 грудня 2016 Кадри волонтерів «Жінки в червоному» додали понад 45 000 статей і збільшили частку англійських статей до 17 %.